# Pua Kealoha
Pua Kele Kealoha (Waialua, 1902. november 14. – San Francisco, 1989. augusztus 28.) hawaii őslakos olimpiai bajnok amerikai gyorsúszó. Nem rokona Warren Kealoha olimpiai bajnok hátúszónak.